# 岡本照富
岡本 照富（おかもと てるとみ、永禄7年（1564年） - 天正12年5月7日（1584年6月15日））は、下野国塩谷郡の戦国武将。清四郎、宗方。父は岡本正親。姉は塩谷義通の妻。弟に正富。

## 沿革
照富は、岡本正親の嫡男として松ヶ嶺城に生まれる。武芸に秀でる一方、京の謡曲師道慶に師事し、謡、鼓などを習うなど、正親の後継として育てられる。
天正12年（1584年）5月7日、父と弟正富とともに参戦した佐野沼尻の戦いにおいて、弟とともに北条方の武将広沢三郎、向笠内蔵助と戦に先立ち一騎討ちを行い、これに敗れて弟とともに討ち死にした。享年21。戒名は忠徳院鏡山全鑑大居士。当時、父正親が皆川広照に使えていた関係から、当初、照富の亡骸は弟とともに大中寺に葬られるが、慶長2年（1597年）、正親が2人の息子のために、その戒名を取り鏡山寺という菩提寺を創建し、現在はここに眠る。